# Certamen Latinum Capuanum

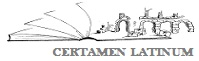
Logo del Certamen Latinum Capuanum

Il Certamen Latinum Capuanum è una competizione nazionale sulla lingua latina alla quale possono partecipare gli studenti di tutta Italia che frequentano gli ultimi due anni delle scuole superiori che prevedono lo studio della lingua latina e che abbiano conseguito in latino un voto pari o superiore a 8/10. Sono ammessi al massimo due studenti per istituto superiore. La prova consiste nella traduzione e nel commento di un passo tratto da un'opera latina riguardante la storia, i costumi e la tradizione dell’Ager Campanus.
La competizione, dopo una lunga pausa durata quasi sette anni, si tiene annualmente in Santa Maria Capua Vetere città che, oltre a fondare le sue radici storiche nell'antica Capua, ha dato i natali anche a uno dei primi poeti e drammaturghi latini Gneo Nevio e al filologo e archeologo Alessio Simmaco Mazzocchi.

## Storia
Il Certamen Latinum Capuanum nasce nel 1998 su iniziativa della giunta comunale e aperto esclusivamente agli studenti proveniente dagli istituti superiori fuori dalla provincia casertana. Dalla seconda edizione del 1999 a questi ultimi vengono dedicati due ulteriori premi, il Premio “Eugenio della Valle”, riservato agli studenti del 2º e 3º anno dei licei classici, e il Premio “Giuseppe Caiati” riservato agli studenti del 4º e del 5º anno dei licei scientifici.
Dalla quarta edizione del 2001 viene adottato anche un logo ufficiale ricalcante il disegno di un francobollo del 1993 dedicato a Quinto Orazio Flacco dell'Azienda Autonoma di Stato della Repubblica di San Marino.
Nell'ottava edizione del 2005 viene modificato l'impianto del certamen, il quale cambia anche denominazione diventando Certamen Campanum: oltre a variazione nella nomina dei docenti che soprintendono alla commissione esaminatrice, il concorso viene aperto a tutti gli studenti anche a quelli delle scuole provinciali sopprimendo i relativi premi.
Dalla undicesima edizione del 2008 la gestione dell'evento passa al Liceo Classico "Nevio" affinché potesse ottenere l'accreditamento ministeriale e i vincitori usufruire dei benefici della normativa sulle "eccellenze", accreditamente ottenuto con il decreto del 17 giugno 2009 del Ministro della Pubblica istruzione.
Il certamen, però, dopo la tredicesima edizione del 2010, subisce una battuta d'arresto nella sua organizzazione fino al 2018 quando, su iniziativa dell'ente comunale, del Dipartimento di Lettere e Beni Culturali dell'Università degli Studi della Campania Luigi Vanvitelli e dell'Istituto Superiore d’Istruzione Secondaria “E. Amaldi - C. Nevio” viene celebrata la quattordicesima edizione con un nuovo logo e riacquistando l'originale denominazione di Certamen Latinum Capuanum.

## Edizioni
| Edizione | Data              | Testo da tradurre                                  | Numero studenti partecipanti (di cui Certamen Latinum Capuanum, Premio "Eugenio della Valle", Premio "Giuseppe Caiati") | Commissione esaminatrice                                   |
| -------- | ----------------- | -------------------------------------------------- | --- | ---------------------------------------------------------- |
| I        | 14-16 maggio 1998 | Cicerone, De lege agraria, II 87-91                | | Arturo De Vivo, Aldo Luisi, Valeria Viparelli              |
| II       | 20-22 maggio 1999 | Cicerone, De lege agraria, I 17-21                 | 97 | Arturo De Vivo, Aldo Luisi, Crescenzo Formicola            |
| III      | 10-13 maggio 2000 | Tito Livio, Ab Urbe Condita                        | 91 (80, 6, 5) | Arturo De Vivo, Crescenzo Formicola, Aldo Luisi            |
| IV       | 22-24 aprile 2001 | Silio Italico, Punica, libro XI                    | 63 (52, 5, 6) | Arturo De Vivo, Aldo Luisi, Crescenzo Formicola            |
| V        | 4-6 aprile 2002   | Plinio, Naturalis Historia 14, 61-65               | 106 (94, 6, 6) | Arturo De Vivo, Crescenzo Formicola, Aldo Luisi            |
| VI       | 4-5 aprile 2003   | Ausonius, Ordo Urbium Nobilium, XVI, 8             | 75 (68, 4, 3) | Aldo Luisi, Arturo De Vivo, Alessandra Romeo               |
| VII      | 20-22 maggio 2004 | Cicerone, De Lege Agraria Secunda, 95-96; 88-89    | 78 (71, 4, 3) | Aldo Luisi, Arturo De Vivo, Alessandra Romeo               |
| VIII     | 21-23 aprile 2005 | Floro 1, 16; 2, 6                                  | 26 | Aldo Luisi, Mirella Scala, Giampiero Scafoglio             |
| IX       | 26-28 aprile 2006 | Cicerone, De Lege Agraria Oratio Prima (Fragmenta) | 29 | Aldo Luisi, Giampiero Scafoglio, Mirella Scala             |
| X        | 21-23 marzo 2007  | Silio Italico, Punica 12, 5 ss.                    | 29 | Aldo Luisi, Giampiero Scafoglio, Mirella Scala             |
| XI       | 17-19 aprile 2008 | Plinio, Naturalis Historia 14, 8 ss.               | 25 | Aldo Luisi, Giampiero Scafoglio, Mirella Scala             |
| XII      | 2-4 aprile 2009   | Velleio Patercolo, 2, 123                          | 25 | Aldo Luisi, Giampiero Scafoglio, Mirella Scala             |
| XIII     | 14-16 aprile 2010 | Seneca, Epistola 5, 51                             | 56 | Aldo Luisi, Giampiero Scafoglio, Mirella Scala             |
| XIV      | 5-7 aprile 2018   | Cicerone, Pro Sestio 4, 9-10                       | 31 | Claudio Buongiovanni, Anna Mazzarella, Antonio Del Vecchio |
| XV       | 4-6 aprile 2019   |                                                    | | Claudio Buongiovanni, Anna Mazzarella, Antonio Del Vecchio |

## Albo d'oro

### Vincitori delCertamen Latinum Capuanum
| Elenco dei vincitori del Certamen Latinum Capuanum (Aggiornato al 06 aprile 2019) |          |                        |                                                    |
| Anno                                                                              | Edizione | Vincitore              | Provenienza                                        |
| 2019                                                                              | XV       | Raffaele Febbraro      | Liceo Classico “Diaz” di Ottaviano (NA)            |
| 2018                                                                              | XIV      | Pasquale Martone       | Liceo Classico “Giannone” di Caserta               |
| 2010                                                                              | XIII     | Stefano D'Alessio      | Liceo Classico “P. Colletta” di Avellino           |
| 2009                                                                              | XII      | Giacinto Falco         | Liceo Classico “Giannone” di Caserta               |
| 2008                                                                              | XI       | Chiara Contardi        | Liceo Classico "Faes Monforte" di Milano           |
| 2007                                                                              | X        | Mario De Lucia         | Liceo Classico “Giannone” di Caserta               |
| 2006                                                                              | IX       | Paolo Del Barba        | Liceo Classico “G. Piazzi” di Sondrio              |
| 2005                                                                              | VIII     | Raffaele Vitale        | Liceo Classico “Giannone” di Caserta               |
| 2004                                                                              | VII      | Aurelio Molaro         | Liceo Ginnasio “Berchet” di Milano                 |
| 2003                                                                              | VI       | Giusy Dalila De Prisco | Liceo Classico “Tito Lucrezio Caro” di Sarno (SA)  |
| 2002                                                                              | V        | Giuseppe Veltri        | Liceo Classico “Gioacchino da Fiore” di Rende (CS) |
| 2001                                                                              | IV       | Carmelo La Greca       | Liceo Classico “U. Foscolo” di Canicattì (AG)      |
| 2000                                                                              | III      | Giacomo Racugno        | Liceo Classico “F. Stelluti” di Fabriano (AN)      |
| 1999                                                                              | II       | Roberta Palleschi      | Liceo Classico “Tulliano” di Arpino (FR)           |
| 1998                                                                              | I        | Serena Nobili          | Liceo Scientifico “B. Croce” di Roma               |

N.B.: Fino alla settima edizione non potevano partecipare gli studenti degli istituti superiori della provincia casertana.

### Vincitori del Premio "Eugenio della Valle"
Il Premio “Eugenio della Valle” è un premio istituito dalla seconda alla settima edizione del certamen e riservato agli studenti del 2º e 3º anno dei licei classici della provincia casertana che non potevano partecipare al concorso principale.
| Elenco dei vincitori del Premio "Eugenio della Valle" |          |                    |                                                                    |
| Anno                                                  | Edizione | Vincitore          | Provenienza                                                        |
| 2004                                                  | VII      | Giuseppe Perconte  | Liceo Classico “Nevio” di Santa Maria Capua Vetere (CE)            |
| 2003                                                  | VI       | Ida Caiazza        | Liceo Classico “Giannone” di Caserta                               |
| 2002                                                  | V        | Francesca Ferriero | Liceo Classico Statale “C. Nevio” di Santa Maria Capua Vetere (CE) |
| 2001                                                  | IV       | Francesca Saccone  | Liceo Classico Statale “C. Nevio” di Santa Maria Capua Vetere (CE) |
| 2000                                                  | III      | Placida Salzillo   | Liceo Classico Statale “C. Nevio” di Santa Maria Capua Vetere (CE) |
| 1999                                                  | II       | Filippo Di Camillo | Liceo Classico Statale “C. Nevio” di Santa Maria Capua Vetere (CE) |

### Vincitori del Premio "Giuseppe Caiati"
Il Premio “Giuseppe Caiati” è un premio istituito dalla seconda alla settima edizione del certamen e riservato agli studenti del 4º e del 5º anno dei licei scientifici della provincia casertana che non potevano partecipare al concorso principale.
| Elenco dei vincitori del Premio "Giuseppe Caiati" |          |                    |                                                               |
| Anno                                              | Edizione | Vincitore          | Provenienza                                                   |
| 2004                                              | VII      | Francesco Iodice   | Liceo Scientifico “Amaldi” di Santa Maria Capua Vetere (CE)   |
| 2003                                              | VI       | Vittorio Fiumano   | Liceo Scientifico “Amaldi” di Santa Maria Capua Vetere (CE)   |
| 2002                                              | V        | Alessia Merola     | Liceo Scientifico “Galileo Galilei” di Piedimonte Matese (CE) |
| 2001                                              | IV       | Luciano De Fortuna | Liceo Scientifico “Amaldi” di Santa Maria Capua Vetere (CE)   |
| 2000                                              | III      | Angelo Petrella    | Liceo Scientifico “E. Maiorana” di Sessa Aurunca (CE)         |
| 1999                                              | II       | Tecla Lucca        | Liceo Scientifico “L. Garofano” di Capua (CE)                 |